# Jetset
Jetset is een journalistieke term die vooral in de jaren 50 en 60 van de 20e eeuw werd gebruikt om een internationale groep rijke mensen, die overal ter wereld (vaak in exclusieve oorden) deel namen aan feesten en andere mondaine activiteiten, te omschrijven. De naam was afgeleid van het feit dat deze mensen vaak naar de betreffende locaties reisden per straalvliegtuig (jet).
De term wordt vaak toegeschreven aan Igor Cassini, een journalist van de New York Journal-American die schreef onder het pseudoniem "Cholly Knickerbocker". Hij vond de term toepasselijk, daar vooral rijke mensen van jets gebruik maakten.
Een typische jetset-route was Londen–New York. Ook Parijs en Rome behoorden tot de jetset-steden. Meer exotische locaties die tot jetset-locaties werden gerekend waren Paradise Island en Bermuda.
De oorspronkelijke betekenis van de term raakte in verval toen reizen per jet voor steeds meer mensen betaalbaar werd. De term wordt vandaag de dag nog wel gebruikt voor mensen die tot de nouveaux riches worden gerekend.